# Nazywają mnie Trinity
Nazywają mnie Trinity (wł. Lo chiamavano Trinità...) – włoski spaghetti western z 1970, w reżyserii Enzo Barboniego. Film jest jednym z najważniejszych przedstawicieli gatunku komediowego spaghetti westernu i stał się kultową produkcją, która zapoczątkowała serię filmów o przygodach bohatera granego przez Terence’a Hilla.

## Fabuła
Akcja filmu rozgrywa się na Dzikim Zachodzie, gdzie tytułowy bohater, Trinità (Terence Hill), jest sprytnym i dowcipnym rewolwerowcem, który nie stroni od używania swojego intelektu i umiejętności strzeleckich do rozwiązywania problemów. Trinità spotyka swojego brata, Bambino (Bud Spencer), równie utalentowanego, ale o bardziej brutalnym podejściu do przemocy.
Początkowo rywalizujący ze sobą, bracia ostatecznie łączą siły, by uwolnić małe miasteczko spod władzy groźnego gangu przestępczego, który terroryzuje jego mieszkańców oraz okoliczną osadę Mormonów. Film łączy klasyczne elementy westernu z komedią i absurdem, tworząc oryginalną mieszankę, która szybko zyskała dużą popularność wśród widzów.

## Obsada
- Terence Hill – Trinità
- Roger Browne – Trinità (głos)
- Bud Spencer – Bambino
- Richard McNamara – Bambino (głos)
- Farley Granger – major Harriman
- Steffen Zacharias – Jonathan
- Nick Alexander – Jonathan (głos)
- Gisela Hahn – Sarah
- Dan Sturkie – Tobias
- Elena Pedemonte – Judith
- Ezio Marano – Weasel
- Ted Rusoff – Weasel (głos)
- Luciano Rossi – Timid
- Michele Cimarosa – pijany Meksykanin
- Ugo Sasso – szeryf-kaleka
- Remo Capitani – Mezcal
- Mel Welles – Mezcal (głos)
- Riccardo Pizzuti – Jeff
- Marc Smith –
  - Jeff (głos)
  - łowca nagród #1 (głos)
- Paolo Magalotti – zbir Harrimana
- Antonio Monselesan – łowca nagród #1
- Gaetano Imbrò – łowca nagród #2
- Gigi Bonos – Ozgur[3]

## Odbiór i sukces
Film stał się ogromnym sukcesem komercyjnym, nie tylko we Włoszech, ale również w wielu innych krajach. Zdobył dużą popularność w Stanach Zjednoczonych, gdzie był emitowany w wersji z angielskim dubbingiem. Produkcja doczekała się kontynuacji Niepoprawny Trinity (wł. ...continuavano a chiamarlo Trinità; 1971), która również spotkała się z dużym zainteresowaniem.